# (9682) Gravesande
(9682) Gravesande – planetoida z pasa głównego asteroid okrążająca Słońce w ciągu 3 lat i 61 dni w średniej odległości 2,16 j.a. Została odkryta 24 września 1960 roku przez Cornelisa i Ingrid van Houtenów na płytach Palomar Schmidt wykonanych przez Toma Gehrelsa. Nazwa planetoidy pochodzi od Willema Jacob ’sa Gravesandego (1688-1742), holenderskiego filozofa i matematyka. Została zasugerowana przez W.A. Frögera. Przed nadaniem nazwy planetoida nosiła oznaczenie tymczasowe (9682) 4073 P-L.